# Ceropegia microgaster
Ceropegia microgaster är en oleanderväxtart som beskrevs av Michael George Gilbert. Ceropegia microgaster ingår i släktet Ceropegia och familjen oleanderväxter. Inga underarter finns listade i Catalogue of Life.